# Waldbrände in Algerien 2021
Die Waldbrände in Algerien 2021 sind mehrere Waldbrände, die seit dem 9. August 2021 in Algerien auftraten und bei denen mindestens 90 Menschen getötet wurden.

## Ausgangssituation
Tunesien und Algerien litten wie Italien, Griechenland und weitere Länder Südeuropas seit Ende Juli 2021 unter einer Hitzewelle.

## Verlauf
Am 9. August 2021 brachen in der Gebirgsregion Kabylei im Norden des Landes nahezu gleichzeitig um die 70 Brände aus. Das betroffene Gebiet ist stark bewaldet. Die algerische Regierung schickten Soldaten zur Brandbekämpfung und zur Hilfe bei Evakuierungen.
Frankreich schickte zwei Löschflugzeuge und ein Kommandoflugzeug in die Region. Nach Angaben des Präsidenten sollten am 13. August weitere zwei Löschflugzeuge aus Spanien sowie drei aus der Schweiz eintreffen. Es gab in dem Land mindestens 100 Waldbrände, allein in der Provinz Tizi Ouzou über 30 Großbrände. (Stand 10. August 2021) Ministerpräsident Ayman Ben Abdel Rahman ging von Brandstiftung aus. Darüber hinaus gab es in dem Land eine Hitzewelle von über 40 Grad. Es wurde für die Toten und Verletzten eine dreitägige Staatstrauer ausgerufen.                                                                                                                      In Tunis (Hauptstadt von Tunesien) wurden 49 Grad gemessen, sowie in anderen Städten weitere Rekordtemperaturen.
Am 15. August waren ein Großteil der Brände gelöscht worden, sodass die Feuerwehr nur mehr gegen 19 aktive Feuer im Norden des Landes kämpfte. Der stellvertretende Zivilschutzdirektor Farouk Achour sagte, die Einsatzkräfte hätten in den vergangenen 24 Stunden über 70 Brände gelöscht, und das die meisten aktiven Brände unter Kontrolle seien. Nach Behördenangaben kamen mehr als 90 Menschen ums Leben, oder galten als vermisst.

## Ursache
Die Algerische Regierung ging schnell von „geplanten Handlungen“ aus. 22 Verdächtige seien nach Aussagen von Präsident Abdelmadjid Tebboune in einer Rede an die Nation im Staatsfernsehen festgenommen worden.
In der besonders betroffenen Provinz Tizi Ouzou kam es nach Medienberichten zu einem Lynchmord. Ein Mann, der von einem Mob für einen Brandstifter gehalten wurde, wurde von der Menge bei lebendigem Leib verbrannt. Nach Medienberichten erwiesen sich die Anschuldigungen als falsch. Der Mann war in die Region gekommen, um bei Löscharbeiten zu helfen. Die Staatsanwaltschaft leitete eine Untersuchung des Vorfalls ein.
Auch könnten hohe Temperaturen der Grund für den Ausbruch der Brände gewesen sein.